# غوردون رودس
غوردون رودس (بالإنجليزية: Gordon Rhodes) هو لاعب كرة قاعدة أمريكي، ولد في 11 أغسطس 1907، وتوفي في 22 مارس 1960.

## وصلات خارجية
- غوردون رودس على موقع دوري كرة القاعدة الرئيسي (الإنجليزية)
- غوردون رودس على موقعبيزبول رفرنس.كوم (الدوري الرئيسي) (الإنجليزية)
- غوردون رودس على موقعبيزبول رفرنس.كوم (الدوري الثانوي) (الإنجليزية)
- غوردون رودس على موقع جمعية أبحاث البيسبول الأمريكية (الإنجليزية)